# Adam Kosiński
Adam Kosiński herbu Rawicz (ur. w XVI wieku, zm. 1573) – pisarz ziemski drohicki, kasztelan podlaski, marszałek hospodarski.
Pochodził z mazowiecko-podlaskiego rodu szlacheckiego piszącego się z Lisowa. W XV wieku rodzina ta należała do średniej, niezamożnej szlachty, jednak dzięki swej gospodarności w początkach XVI wieku dorobiła się znacznego majątku. Ojciec Adama, Lenart Kosiński, został dworzaninem królowej Bony (pełnił funkcję podstarościego brańskiego w latach 1533–1539) i przyczynił się znacząco do podniesienia prestiżu swego rodu.
Adam Kosiński w 1555 został pisarzem ziemskim drohickim, w latach 1555–1557 grodzkim mielnickim, a następnie starostą drohickim. Na sejmie lubelskim w 1569 reprezentował jako poseł tę część szlachty podlaskiej, która była za zawarciem unii realnej między Polską a Litwą (popierał również wcielenie Podlasia do Korony). Poseł na sejm lubelski 1569 roku z ziemi drohickiej.. Urząd kasztelana podlaskiego w 1569 r. otrzymał dzięki swemu poparciu dla unii polsko-litewskiej. Zajął miejsce kasztelana Hrehorego Tryzny, który odmówił złożenia przysięgi na wierność Koronie Polskiej. 2 kwietnia 1569 r. Zygmunt August powierzył mu przechowanie przywileju wcielenia ziemi podlaskiej do Korony, 1 lipca podpisał i opieczętował unię lubelską zawartą na sejmie w Lublinie. W 1573 roku potwierdził elekcję Henryka III Walezego na króla Polski.
Adam Kosiński powiększył majątek odziedziczony po Lenarcie. Nabył w drodze kupna lub zamiany liczne włości, a także dorobił się na handlu zbożem, które było spławiane do Gdańska. Jego syn Jan (pisarz ziemski drohicki) w 1580 r. był posiadaczem 16 wsi znajdujących się na obszarze ziemi drohickiej: Lisowa, Śledzianowa, Buzisk, Osnówki, Grannego, Kobelian, Leśników, Dziersk, Krzemienia, Klimczyc, Lipna, Busk, Grodziska, Boiarskich, Morklicz, Makark.
Adam Kosiński był żonaty z Anną Irzykowicz, córką Jerzego i Jadwigi Niemirowicz Szczyttówny, wnuczką marszałka hospodarskiego Jana Niemirowicza Szczytta.
Z Anną miał dwoje dzieci:
- Jana, ożenionego z Anną Pietkiewicz Jodko (w kolejnych małżeństwach za Stanisławem Krasickim, kasztelanem przemyskim, i Stanisławem Chlewickim)
- Katarzynę, zamężną I voto za Janem Mikołajem Wodyńskim, II voto za Stanisławem Kryskim (ojcem Feliksa), wojewodą mazowieckim, III voto za Janem Zbigniewem Ossolińskim, wojewodą podlaskim)[8].